# Trùng lông Trifalax
Trùng lông Trifalax (IPA: /traɪ fɑː læks/) là tên cũ nhưng phổ biến của một loài động vật đơn bào thuộc nhóm trùng lông là Oxytricha trifallax sống ở biển, thuộc chi Sterkiella, nay có danh pháp chính thức là Sterkiella histriomuscorum (Foissner, Blatterer, Berger & Kohmann, 1991). Loài này tuy là động vật đơn bào, nhưng được chú ý vì số lượng nhiễm sắc thể rất lớn (khoảng 16.000 chiếc) với kích thước mỗi chiếc rất nhỏ nên gọi là nhiễm sắc thể nano (nanochromosomes), với bộ gen phân thành rất nhiều mảnh, đã được sử dụng làm sinh vật mô hình trong di truyền học.
Loài này được mô tả đầu tiên với tên gọi Histriculus muscorum bởi Kahl vào năm 1932. Sau đó tên phổ biến là Oxytricha trifallax được đặt bởi Greslin, Prescott, Oka, Loukin & Chappell vào năm 1989. Tên chính thức hiện dùng được đặt bởi Foissner, Blatterer, Berger & Kohmann vào năm 1991.

## Phân loại
Sự phân loại của O. trifallax chưa hoàn toàn thống nhất. Nó được phân loại lại thành Sterkiella histriomuscorum trên cơ sở đặc điểm hình thái, nhưng hệ phát sinh loài hỗ trợ phân loại phân tử là Oxytricha và được dùng từ năm 1991 đến nay.

## Mô tả hình thái
- Trùng lông Trifalax có kích thước dài x rộng khoảng  25-40 x 15-25 micrômet, tỉ lệ này trung bình xấp xỉ 2 x 1. Phủ ngoài cơ thể có 12-17 hàng lông nằm dọc theo chiều dài cơ thể, trong mỗi hàng các tơ lông sắp xếp theo cặp.  Bơi rất nhanh, ít khi dừng lại. Miệng ở khoảng phần 2/3 tính từ đầu.
- Mỗi cá thể là một tế bào nhân thực có hai nhân: nhân lớn (macronucleus) hình trứng thường ở phía sau, còn  nhân nhỏ (micronucleus) hình cầu ở giữa trung tâm cơ thể. Không bào tiêu hoá lớn ở phần sau phía bụng.[4]

## Đặc điểm

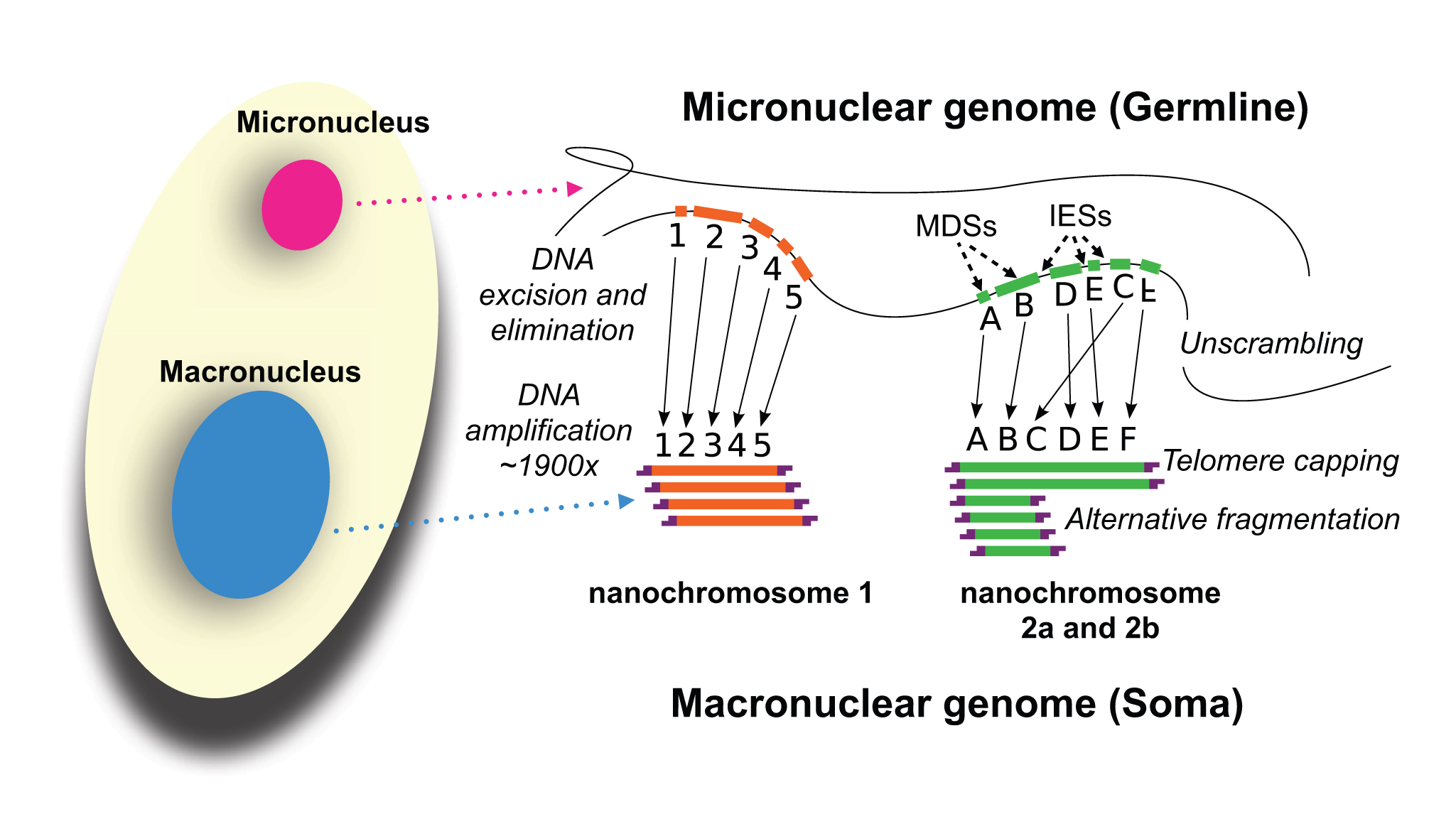
Sự phát triển bộ gen Oxytricha từ các "mảnh", trong đó các phân đoạn của bộ gen nhân nhỏ (MDS) được cắt bỏ, rồi ghép nối lại tạo thành các bộ gen của nhân lớn, mới, gồm các IES xen với các MDS. Các phân đoạn có thể được nối với nhau theo trình tự (ví dụ, từ NST nano số 1, ở bên trái) hoặc không theo thứ tự trong trường hợp chúng cần tổ hợp lại. Sự phân mảnh ADN thay thế trong quá trình phát triển NST nano có thể xảy ra, bất kể việc sắp xếp lại, tạo ra các NST đồng phân dài hơn (2a) và ngắn hơn (2b). Các NST nano trưởng thành có telomere ở cả hai đầu.

### Bộ nhân
Giống như tất cả các loài trùng lông, O. trifallax có hai loại nhân tế bào: nhân lớn (macronuclei) là nơi phiên mã và biểu hiện gen; còn nhân nhỏ (micronuclei) chỉ hoạt động khi sinh sản hữu tính. Có tới 96% bộ gen ở nhân nhỏ bị loại bỏ trong quá trình biệt hóa nhân lớn; so với trùng đế giày Paramecium thì chỉ có khoảng 30% bị loại bỏ. Bộ gen nhân lớn là đơn bội, kích thước khoảng 50 Mbp.

### Bộ gen
- Các nhiễm sắc thể ở nhân lớn ngắn, chứa khoảng 18.500 gen rải rác  trên 16.000 nhiễm sắc thể (các nhiễm sắc thể nanô), có khi một nhiễm sắc thể nanô chỉ chứa một gen duy nhất. Vì thế, chúng được làm sinh vật mô hình trong nghiên cứu telomere và các gen không mã hóa.[6]
- Tập hợp gen ở nhân nhỏ chứa khoảng 2000 đến 3000 "mảnh" gồm các phân đoạn riêng lẻ nằm ở các phần khác nhau trong nhân nhỏ, sau đó qua giai đoạn chỉnh sửa ADN mới thành gen thông thường. Trong quá trình này, hơn 225.000 "mảnh" ADN xáo trộn (scrambled) được sắp xếp lại trong quá trình phát triển.[7][8]
- Bộ gen ty thể có kích thước khoảng 70 Kbp, ở dạng tuyến tính, có một số plasmit riêng có thể liên quan đến chuyển gen ngang (horizontal gene transfer) trong quá trình tiến hóa.[9]
- Gen cũng phân mảnh, gồm các êxon và các intrôn thì dài hơn ở Elegans và Drosophila.[8]